# یاسوهیکو فوکوئوکا
یاسوهیکو فوکوئوکا (انگلیسی: Yasuhiko Fukuoka؛ زادهٔ تاریخ ورودی نامعتبر است) آهنگساز، و نوازنده پیانو اهل ژاپن است.